# Maria Taferl
Maria Taferl est une commune autrichienne du district de Melk en Basse-Autriche.